# 国道32号 (泰国)

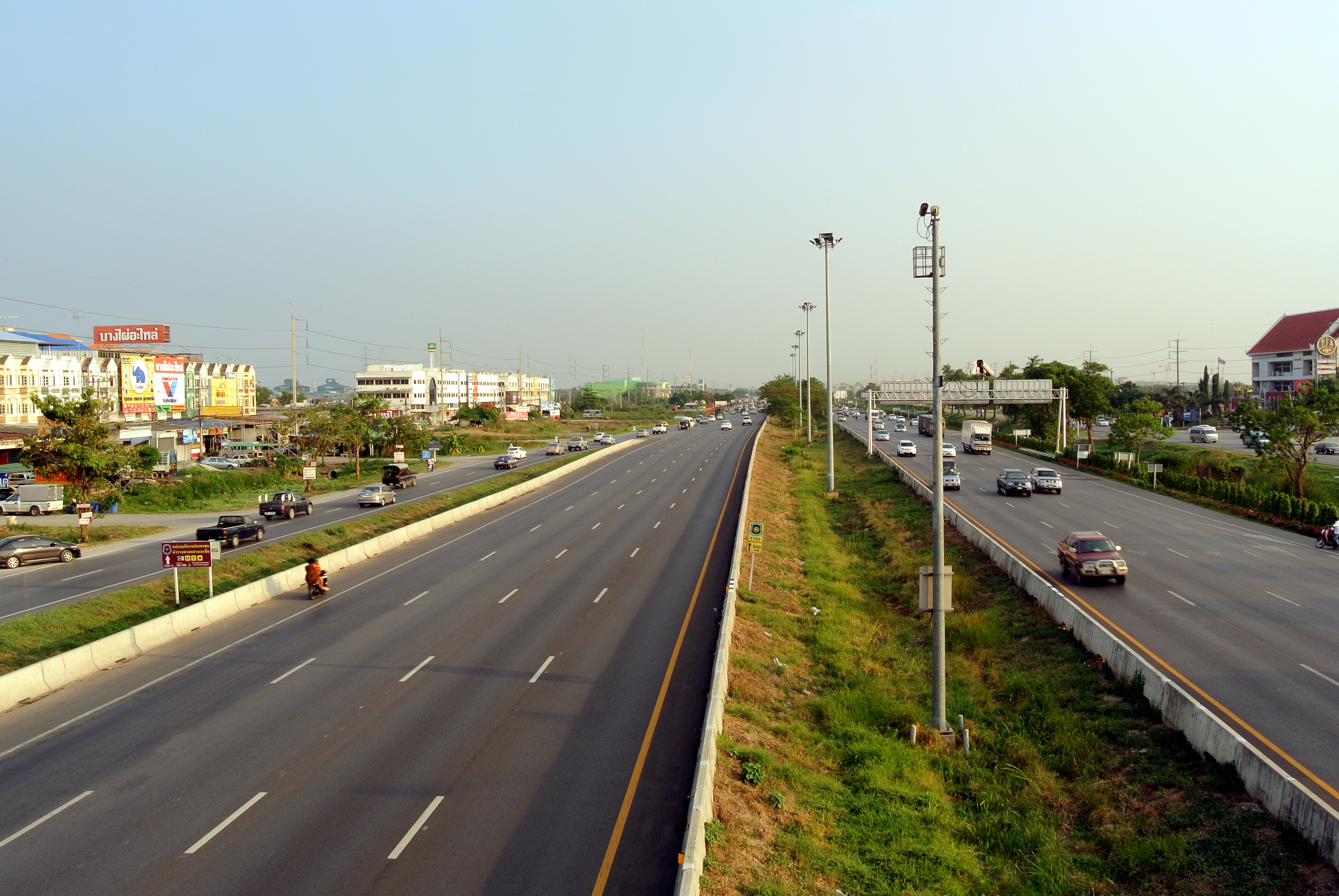
位于阿瑜陀耶辖区内的国道32号（同时也是AH1、AH2的一部分）

国道32号是泰国的一条国家级公路，是亚洲公路1号线和亚洲公路2号线的组成部分。其全长约150.545千米，连接大城府邦霸区和猜纳府马诺鲁区及沿途各个城市，于1973年建成通车。从20世纪90年代中期开始，公路全线停止收费，但目前仍有两个收费亭没有被拆除，现已用作行政大楼。与其他从北榄坡通往曼谷方向的道路相比，这条道路距离更近，这意味着可以更快前往曼谷。由于曼谷与空沙旺之间的车流量较大，在2008年至2009年，国道32号被扩建至双向六车道，部分区间扩建至了双向八车道。

## 主经道路
- 国道308号
- 国道356号
- 国道309号
- 国道347号
- 国道33号
- 国道334号
- 国道311号
- 国道335号
- 国道11号（英语：Thailand Route 11）
- 国道1号